# Jang Siou-feng
Jang Siou-feng (čínsky pchin-jinem Yáng Xiùfēng, znaky zjednodušené 楊秀峰, tradiční 杨秀峰; 24. února 1897 — 10. listopadu 1983) byl čínský komunistický politik, předseda Nejvyššího lidového soudu Čínské lidové republiky (1965–1975), později místopředseda Čínského lidového politického poradního shromáždění (1980–1983), předtím ministr školství (1958–1964) a ministr vysokého školství (1954–1958 a 1964–1965), předseda lidové vlády Che-peje (1949–1952). V letech 1956–1969 byl členem ústředního výboru Komunistické strany Číny.

## Život
Jang Siou-feng se narodil 24. února 1897 v okrese Čchien-an v provincii Che-pej (tehdy v Č’-li). V mládí se účastnil hnutí 4. května, v letech 1925–1928 studoval dějepis a zeměpis na Pekingské univerzitě, v roce 1929 odjel studovat do Francie, kde v roce 1930 vstoupil do Komunistické strany Číny. Později odjel studovat do Sovětského svazu. V roce 1934 vrátil do Číny, poté vyučoval na Vysoké škole práva a obchodu v Che-peji, na Pekingské univerzitě a na Severovýchodní univerzitě, kde se jako univerzitní profesor angažoval v revolučních aktivitách.
Ve druhé polovině 30. let se podílel na založení a vedení Severočínského sdružení spásy. Roku 1938 se připojil ke komunistickému odboji v Che-peji a ve 40. letech působil jako velitel protijaponských partyzánů v západním Che-peji, člen vedení komunistické strany v jižním Che-peji a předseda tamní administrativy, předseda vlády pohraniční oblasti Ťin-Ťi-Lu-Jü (v letech 1941–1948), a místopředseda lidové vlády severní Číny (1948–1949).
Po vzniku Čínské lidové republiky od roku 1949 tři roky vykonával funkci předsedy lidové vlády provincie Che-pej, současně byl do roku 1954 členem stálého výboru celostátního výboru Čínského lidového politického poradního shromáždění. Roku 1952 přešel do centrální vlády, na místo náměstka ministra vysokého školství; roku 1954 byl zvolen poslancem Všečínského shromáždění lidových zástupců (znovuzvolen 1958) a povýšen na ministra vysokého školství. Na VIII. sjezdu KS Číny roku 1956 byl zvolen členem ústředního výboru. Po začlenění ministerstva vysokých škol do ministerstva školství roku 1958 převzal spojené ministerstvo jako ministr školství. S opětovným rozdělením ministerstva školství roku 1964 se stal ministrem vysokého školství. V lednu 1965 převzal úřad předsedy Nejvyššího lidového soudu Čínské lidové republiky (formálně do ledna 1975).
Během kulturní revoluce byl označen za „černého gangstera“ a byl odstraněn z funkcí a úřadů. K veřejné činnosti se vrátil roku 1974, v lednu 1975 byl opět zvolen poslancem Všečínského shromáždění lidových zástupců a od března 1978 se stal členem jeho stálého výboru, od února 1979 i místopředsedou právního výboru shromáždění (obě funkce vykonával do června 1983). V září 1980 byl zvolen místopředsedou Čínského lidového politického poradního shromáždění, funkci vykonával do června 1983.
V letech 1979–1983 byl čestným předsedou Čínské vzdělávací společnosti, od roku 1982 byl zvolen čestným předsedou Čínské právnické společnosti.
Zemřel 10. listopadu 1983 v Pekingu.